# 蛇尾草属
蛇尾草属（学名：Ophiuros）是禾本科下的一个属，为多年生、粗壮草本植物。该属共有数种，分布于热带非洲、亚洲和大洋洲。

## 下属物种
- 蛇尾草 Ophiuros exaltatus (L.) Kuntze